# Пізнання плоті
Пізнання плоті (англ. Carnal Knowledge) — американський фільм 1971 року.

## Сюжет
Розповідь про сексуальні пригоди і переживання двох американських чоловіків протягом двох десятиліть. Починається все з того, що два студенти коледжу Джонатан і Сенді в кінці 40-х років живуть в одній кімнаті гуртожитку і ділять на двох сусідку білявку.

## У ролях
| Актор         | Роль      |
| ------------- | --------- |
| Джек Ніколсон | Джонатан  |
| Енн-Маргрет   | Боббі     |
| Арт Гарфанкел | Сенді     |
| Кендіс Берген | Сьюзен    |
| Рита Морено   | Луїза     |
| Синтія О'Ніл  | Сінді     |
| Керол Кейн    | Дженніфер |